# Reynaldo Pacheco
Reynaldo Andrés Pacheco Muguertegui (La Paz, 24 de julio de 1987) es un actor y compositor boliviano, conocido por interpretar diversos personajes de Hollywood,  así como por su papel estelar del cantante Johnny Orosco en la telenovela peruana Tu nombre y el míoy el protagónico de Alonso Cruz en Eres mi sangre. 
Se inició haciendo teatro pobre, con grupos de teatro itinerantes que viajaban por Latinoamérica debido a que su país no contaba con una escuela de actuación oficial. Posteriormente, trabajó con el Teatro de Los Andes, Pato Hoffman, David Mondaca, la Filarmónica de Bolivia, el Taller del Colegio La Salle, el Indivisa Manent, entre otros.
Pacheco es el fundador de la escuela internacional de actuación Hollywood Academy of Performing Arts (H.A.P.A.) y cofundador de la compañía de producción sin fines de lucro Changing Stories. Además, compuso sencillos musicales producidos por él mismo como The Fall/La Caída y When We Let It Go.

## Biografía
Reynaldo Pacheco nació y se crio en La Paz. A los 13 años se unió a un grupo de teatro del colegio La Salle bajo la dirección de Franz Conchari. Mientras estaba de intercambio estudiantil en el extranjero en Brilliant, Ohio, a la edad de 17 años, produjo su propia obra de teatro y se unió al grupo de teatro musical de la Escuela Cristiana de Jefferson County. Posteriormente cuando regresó a su ciudad natal, ingresó a la Universidad Católica Boliviana para estudiar Administración de Empresas y también se unió a un grupo de teatro. Más adelante se unió a La Rodilla del Telón, un grupo itinerante de artistas callejeros en las calles coloniales de la ciudad de La Paz, para después convertirse en uno de los artistas principales de la Filarmónica de La Paz.
Decidió dejar sus estudios de administración para continuar con su formación como actor. Dejó Bolivia e inició su educación en el Wabash College en Indiana, donde se graduó con una licenciatura en francés y teatro con una especialidad en ciencias políticas. Mientras estudiaba en Wabash, Pacheco viajó a Francia para estudiar cine, actuación y fotografía en las universidades de Nanterre y Sorbonne. Luego estudió historia del teatro y escritura en un viaje de inmersión de un mes a Londres y Ecuador. Pacheco vivió en Chiapas y Oaxaca, como docente y director del Troup del Sindicato Maya Tz Bajom, donde conoció a líderes zapatistas y viajó por el sur con su producción trabajadores del otro mundo.
En 2006 fue uno de los diez estudiantes aceptados en el Programa de Maestría en Bellas Artes en la Universidad del Sur de California, donde se graduó en 2009. Desde entonces trabaja como actor en Los Ángeles.

## Cine y televisión
Reynaldo Pacheco trabajó en la película Los Leones, la secuela de la película Qué León, junto a Ozuna (LionsGate/Caribbean Cinemas). En noviembre de 2019 se estrenó la película boliviana Fuertes, en la que tiene un rol protagónico. Actualmente está en preproducción para la película biográfica de Nilo Soruco.
Además, participó en el largometraje de la Warner Bros, Our Brand is Crisis. Reynaldo protagoniza la película junto a los ganadores de los Premios Óscar Sandra Bullock y Billy Bob Thornton. La película tuvo su premier mundial en el Festival Internacional de Cine de Toronto el 11 de septiembre de 2015 y se estrenó a nivel nacional en Estados Unidos el 30 de octubre del mismo año. Por su papel en esta cinta, Reynaldo recibió una nominación al Premio Imagen a Mejor actor de reparto en cine. Y fue uno de los presentadores de la categoría de Mejor Música Original en los Premios Platino 2016, junto a Jerlos Canela y Roberta Sa.
Algunos de sus anteriores créditos actorales incluyen un papel protagónico como actor invitado en CSI: NY y un papel principal en Without Men, donde actuó junto a Eva Longoria y Kate del Castillo. También, tuvo papeles secundarios en The Man Who Shook the Hand of Vicente Fernández, junto a Ernest Borgnine y en Beginners, junto a Ewan McGregor y Christopher Plummer, ganador del Oscar por su rol en esta película.
Viajó a Perú para trabajar en el reparto principal de las telenovelas producidas por Michelle Alexander: Tu nombre y el mío como el cantante de cumbia Johnny Orosco, y Eres mi sangre en el papel de Alonso Cruz/Salvador Campos Navarro durante el periodo 2024-2025.

### Hollywood Academy of Performing Arts
Reynaldo es el fundador del Hollywood Academy of Performing Arts (H.A.P.A) una academia internacional de actuación y escrituras de guiones con base en diferentes ciudades de Bolivia y de Estados Unidos y que ofrece también clases en línea. El programa de actuación está basado en la técnica El arte de pensar.

### Changing Stories
Reynaldo cofundó y es embajador de Changing Stories, una compañía internacional de producción audiovisual sin fines de lucro que tiene como objetivo educar y compartir las luchas de los países del tercer mundo.

## Música
Reynaldo grabó sus dos primeros sencillos The Fall/La Caída y When We Let It Go, el primero es una canción rinde homenaje a la película Our Brand is Crisis y a las intolerantes luchas sociales que las personas de todo el mundo enfrentan a diario.

## Premios, reconocimientos y nominaciones
Nominado al Premio Imagen en la categoría de Mejor actor de reparto de película en 2016.
Reconocimiento Luis Espinal Camps en 2015.